# Urtx (llinatge)
Els Urtx eren un llinatge de l'aristocràcia militar catalana probablement eixit del casal vescomtal de Cerdanya-Conflent.

## Armes heràldiques
Desconegudes

## Línia troncal dels Urtx
- Bernat d'Urtx, (documentat el 1081)
- Galceran I d'Urtx, (mort vers el 1173?), senyor d'una part de Jóc, d'Urtx i de Naüja
- Ramon I d'Urtx, mort el 1194)
- Galceran II d'Urtx, (mort vers el 1247), casat amb Blanca de Mataplana, filla de n'Hug VI de Mataplana
- Galceran III d'Urtx, (mort poc després del 1279)
- Pere d'Urtx (bisbe d'Urgell)
- Ramon II d'Urtx, (mort el 1297), casat amb Esclarmonda de Conat (també anomenada Esclarmonda de Pallars)

## Línia Urtx-Mataplana
- Ramon II d'Urtx, (mort el 1297), casat amb Esclarmonda de Conat (també anomenada Esclarmonda de Pallars)
  - Ramon d'Urtx
  - Hug VII de Mataplana (o Hug I de Pallars Sobirà) (mort el 1328), casat amb la comtessa Sibil·la I de Pallars Sobirà
    - Hug VIII de Mataplana casat amb Berenguera, que morí sense descendència el (mort el 1321)

### Comtes de Pallars
- Hug VII de Mataplana (o Hug I de Pallars Sobirà) (mort el 1328), casat amb la comtessa Sibil·la I de Pallars Sobirà
- Arnau Roger II de Pallars Sobirà (mort el 1343)
- Ramon Roger II de Pallars Sobirà (mort el 1350)
- Artau Roger de Pallars Sobirà
- Hug Roger I de Pallars Sobirà (1350-1366)
- Jaume Roger de Pallars Sobirà, últim en heretar la baronia de Mataplana, que el 1373 la vengué a Pere Galceran de Pinós
- Arnau Roger III de Pallars Sobirà (1366-1369)
- Hug Roger II de Pallars Sobirà (1369-1416)
- Roger Bernat I de Pallars Sobirà (1416-1424)
- Bernat Roger I de Pallars Sobirà (1424-1442)
- Arnau Roger IV de Pallars Sobirà (1442-1451)
- Hug Roger III de Pallars Sobirà (1451-1491)
  - Elisabet de Pallars Sobirà
  - Joana de Pallars Sobirà